# Mark Courtney (sędzia piłkarski)
Mark Courtney (ur. 26 kwietnia 1972 w Londynie) – sędzia piłkarski z Irlandii Północnej. Sędziuje mecze międzynarodowe i ligowe. W eliminacjach Euro 2008 16 sierpnia 2006 roku sędziował spotkanie Belgia - Kazachstan, które zakończyło się wynikiem 0:0.